# ディズニー・ホテル・サンタ・フェ
ディズニー・ホテル・サンタ・フェ（英: Disney's Hotel Santa Fe）はフランスのディズニーランド・パリ内に存在する公式のディズニーホテルである。

## 概要
ディズニー・ホテル・サンタ・フェはディズニーランド・パリの中でも、リーズナブルな価格（低価格）で宿泊できるが、設備なども他のディズニーホテル（ディズニーランド・パリ内全体）と比べて最低限のホテルとなっている。
後述するようにディズニー・ピクサー映画『カーズ』をテーマとしており、車好きには人気があり、ベッドの仕様や内装も『カーズ』の世界観に沿った使用となっている。
また、リオグランデと呼ばれる人工の川の両側に位置する同等のリーズナブルなホディズニーホテル「ディズニー・ホテル・シャイアン」とエリアを共有している。

## キャラクターグリーティング
ホテル正面に『カーズ』の看板があり、ホテル内の至る所でカーズのキャラクター（ライトニング・マックィーンなど）に出会えるホテルとなっている。

## テーマ・イメージ
ニューメキシコ州サンタ・フェの砂漠の中に立つモーテルをイメージしており、ホテル内は大きく4か所のエリアに分かれている。また、サボテンなども植えられている。
先述の通り『カーズ』をテーマとしており、映画内で登場した「ルート66」も登場する。
なお、2階建ての棟はエレベーターが存在しない。

## パーク間の移動距離
「ディズニーランド・パーク」や「ウォルト・ディズニー・スタジオ・パーク」への移動距離は約20分以上と相当な距離があるので、パーク直通のシャトルバスの利用が可能となっている。

## レストラン
朝食は、レストラン「ラ・キャンティーナ」でのビュッフェがある。
滞在が長い場合、チェックイン時に途中の日までしかブッフェの時間帯を選べないことがあるので、その場合は滞在中に再度ブッフェの時間帯を指定する必要がある。